# Amarynthis
Genre
Amarynthis est un genre d'insectes lépidoptères de la famille des Riodinidae qui ne comprend qu'une seule espèce Amarynthis meneria.

## Dénomination
Le nom Amarynthis leur a été donné par Jacob Hübner en 1819.

## Espèce
Amarynthis meneria (Cramer, [1776]) est présent en Guyane, en Guyana, au Surinam, en  Équateur, au Brésil et au Pérou.

### Source
- Amarynthis sur funet